# Roberto Moccetti
Roberto Moccetti (* 18. September 1926 in Lugano; † 9. Februar 2004 ebenda, heimatberechtigt in Bioggio) war ein Schweizer Bauingenieur und Instruktionsoffizier.

## Leben
Roberto Moccetti war der Sohn des Architekten und Instruktionsoffiziers Ettore und der Ines Balestra. Er besuchte das Lyzeum in Lugano (Preis Maraini). 1945 erhielt er an der ETH Zürich das Diplom als Bauingenieur (Preis Timoschenko). 1947 wurde er Offizier der Schweizer Armee, 1950 begann er seine militärische Karriere als Instruktor der Genietruppe. Zwischen 1952 und 1968 war er Ingenieur und ab 1968 Direktor der Maggia-Kraftwerke Ofima. Er war massgeblich beteiligt am Bau grosser Stauwerke im Kanton Tessin, so in Robièi, Sambuco und Malvaglia.
Seine Karriere im Militärdienst: 1959 wurde er Generalstabsoffizier, 1963 Cdt bat G 9, 1968, Cdt bat fuc 294, 1972, Cdt rgt fant 40, 1973, Cdt rgt fant mont 30. Als Milizoffizier bis zum Rang eines Oberstbrigadiers (er verband seinen Zivilberuf mit dem Militärdienst) wurde Moccetti 1976–1978 Kommandant der Grenzbrigade 9 und 1979–1983 der Gebirgsdivision 9. Seit seiner Beförderung zum Divisionsoffizier im Jahr 1979 für eine hauptberufliche militärische Laufbahn entscheiden, die mit dem Kommando über das 3. Armeekorps, dem höchsten Rang in der Schweizer Armee in Friedenszeiten, ihren Höhepunkt fand. 1988 wurde er pensioniert, verfolgte aber weiterhin aufmerksam militärische Fragen und beteiligte sich insbesondere mit qualifizierten Beiträgen an der Debatte über die Reform der Armee 95, die er mit Nachdruck unterstützte.
Er interessierte sich besonders für Festungswerke und an der Zerstörungsführung im Alpenraum. Als Politiker war er in den Jahren 1960–1972 FDP-Gemeinderat in Locarno (1969–1970 Präsident).

## Schriften
- Commiato dal cdt. C. Enrico Franchini. In: Rivista Militare Svizzera di lingua italiana: RMSI. Band 56, Heft 1, Arti Grafiche Veladini SA, Lugano 1984[2]
- Die Bedeutung der Festungswerke nach dem Zweiten Weltkrieg. In: Militärische Denkmäler im Kanton Tessin. Inventar der Kampf- und Führungsbauten. Herausgeber und Vertrieb Eidg. Militärdepartement, Stab der Gruppe für Generalstabsdienste, Abteilung Bauwesen, Papiermühlestrasse 20, 3003 Bern, S. 8–9.